# Nuckelavee
Der Nuckelavee (oder Nuckalavee) ist eine Kreatur aus der schottischen Sagenwelt aus der Familie der Fuath.
Als ein Wesen aus der keltischen Mythologie ist der Nuckelavee (/nʌklɑːˈviː/) der gefürchtetste aller schottischen Elfen. Er lebt hauptsächlich im Meer, wird aber verantwortlich gemacht für vernichtete Ernte, Epidemien und Dürre. Sein Atem lässt die Nutzpflanzen welk werden und das Vieh erkranken.

## Etymologie
Der Nuckelavee ist ein pferdeartiges Wesen aus dem Volksglauben der Orkney-Inseln und mit dem Kelpie und dem Each Uisge verwandt. Im späten 19. Jahrhundert, im Zeitalter der Romantik, interessierte man sich für den lokalen Volksglauben, aber war sehr unstet in der Art und Weise, wie man Wörter buchstabierte. Man benutzte häufig anglisierte Schreibungen, daher gab es oftmals für dasselbe Wesen unterschiedliche Namen. Der Name Nuckelavee stammt aus dem Orkney Norn knoggelvi und bedeutet laut Walter Traill Dennison, einem Einwohner aus dem 19. Jahrhundert, "Seeteufel".
Auf den Shetlandinseln gibt es denselben Dämon, der dort als "mukkelevi" bezeichnet wird, ebenfalls mit der Bedeutung "Seeteufel". Es existieren auf den Shetlandinseln ebenfalls die Namen Nuggle (Njuggle, Neugle) für dasselbe Wesen, welches immer männlich und nachtaktiv ist und mit Flüssen, Seen (Lochs) und Strömen in Verbindung gebracht wird. Im Gegensatz zum Nuckelavee wird es allerdings als freundlicher beschrieben mit einem Hang zum Streichespielen, um Chaos zu stiften. Seine Absichten sind weniger bösartig.
Das Scottish National Dictionary führt das Morphem "Nuck" auf das altenglische "nicor", altnordisch "nykr", mittelniederdeutsch und mittelniederländisch "necker" mit der Bedeutung "Wasserdämon" zurück, das die Wikinger aus Westnorwegen mitbrachten, da Shetland und Orkney von dortaus besiedelt wurden.
Weitere sprachliche Varianten für den Wasserdämon sind ni(o)gle, nyogle, nyugl sowie njug(ge)l, n(j)uggle, nige, njug(g)er, nicker, nikker, neckar, nick-, nekker.

### BezugNeckar
Der Fluss Neckar lässt sich ebenfalls mit dem mythologischen Wesen in Verbindung bringen. Als ursprüngliche indoeuropäische Namensform wird *Nik-r-os angenommen, was so viel wie „heftiger, schneller Fluss“ bedeutet (zur Wurzel *neik „nach vorne drängen“ oder auch „sich erheben“).

### BezugOld Nick
Der Wortbestandteil "Nuck" könnte auch von "Nick" oder "Old Nick", ein Name, der oftmals im christlichen Glauben dem Teufel gegeben wurde, stammen. Der Bezug zum Lateinischen "necare" mit der Bedeutung "töten" wurde von Samuel Hibbert angenommen.

## Aussehen
Laut Tammas, einem Inselbewohner, der behauptete, eine Konfrontation mit der Bestie überlebt zu haben, hat der Nuckelavee den Torso eines Mannes, der, einem Reiter gleich, auf dem Rücken eines Pferdes angewachsen ist. Der menschliche Oberkörper hat keine Beine, aber seine Arme reichen bis zum Boden. Die Beine des Pferdekörpers haben flossenähnliche Anhängsel. Das von Tammas beschriebene Ungeheuer hat zwei Köpfe: der Pferdekopf hat ein riesiges, klaffendes Maul, das einen scharfen, giftigen Dampf ausstößt, und ein einziges großes Auge, das wie eine rote Flamme brennt. Das schauerlichste Detail seiner Erscheinung ist die Tatsache, dass er keine Haut hat. Schwarzes Blut fließt durch seine gelben Adern und die blassen Sehnen und kraftvollen Muskeln sind als eine pulsierende Masse sichtbar. Er hat eine Abneigung gegen fließendes Wasser und diejenigen, die von ihm gejagt werden, müssen nur einen Wasserlauf überqueren, um ihn loszuwerden. Einige Berichte behaupten, dass er nur ein großer Kopf auf zwei kleinen Armen sei, aber mit allen oben genannten Eigenschaften.
Eine weitere Aversion des Nuckelavee ist das Verbrennen von Seetang zur Herstellung von Kelp. Dies erzürnt ihn und veranlasst ihn, eine wütende Pest zu entfachen, Rinder und andere Tiere zu töten und die Ernte zu vernichten. Wenn das geschieht, kann er nur von The Mither O' The Sea, einem anderen gottähnlichen Wesen aus der keltischen und orkney'schen Mythologie, aufgehalten werden.

## Trivia
Die Figur des Nuckelavee wird vereinzelt für bösartige Charaktere in Computerspielen und Fernsehserien aufgegriffen. So existiert er als Figur #66 der Reihe Monster in My Pocket und ist in Videospielen wie The Bard’s Tale und Rollenspielen wie Vampire: Die Maskerade vertreten. Ebenso kommt er in der Fernsehserie Grimm in der Episode Quill (S2E4) vor, sowie leicht angeglichen an die bereits vorhandenen Ungeheuer in der Webserie RWBY in den Episoden „Taking Control“ (S4E11) und „No Safe Haven“ (S4E12).
Im Jugendbuch „Der Fluch von Düsterstein“ (ISBN 978-3-95991-939-5, 2023) von Jenny Rubus wird als Teil des Fluchs ein Nuckelavee von einer Hexe erschaffen, die selbst an der See lebte.

## Belege
1. 1 2  K. M. Briggs: The Fairies in English Tradition and Literature, University of Chicago Press, London 1967, S. 56.
2. ↑  Monaghan (2009), pp. ix, xi, xv
3. ↑  Walter Traill Dennison (1891): "Orkney Folklore, Sea Myths", The Scottish Antiquary, or, Northern Notes and Queries, 5 (19), Edinburgh University Press, S. 130–133, JSTOR 25516359, hier S. 131.
4. ↑  https://dsl.ac.uk/our-publications/scottish-national-dictionary/, abgerufen am 19. Juli 2025
5. ↑  Katharine Mary Briggs (2002) [1967]: The Fairies in Tradition and Literature. Psychology Press, ISBN 978-0-415-28601-5, S. 108.
6. ↑  Sh. 1949 New Shetlander No. 14. 13.
7. ↑  (Sh. 1908 Jak. (1928))
8. ↑  https://www.dsl.ac.uk/entry/snd/neugle, abgerufen am 18.07.025
9. ↑  Albrecht Greule: Die Flussnamen Württembergs: Ergebnisse und Probleme ihrer Erforschung. In: Ulrich Sieber (Hrsg.): Ortsnamenforschung in Südwestdeutschland. Eine Bilanz. Festkolloquium anlässlich des 65. Geburtstages von Dr. Lutz Reichardt am 10. Dezember 1999 (= Reden und Aufsätze. Band 63). Universität Stuttgart, 2000, ISBN 3-926269-31-6, S. 61, doi:10.18419/opus-5836.
10. ↑  Samuel Hibbert (1891) [1822]: A description of the Shetland Islands, T and J Manson, S. 233.